# تپه قلعه بدشت
تپه قلعه بدشت مربوط به دوران پیش از تاریخ ایران باستان تا دوران‌های تاریخی پس از اسلام است و در شهرستان شاهرود، بخش مرکزی، روستای بدشت واقع شده و این اثر در تاریخ ۱۰ دی ۱۳۸۱ با شمارهٔ ثبت ۶۹۴۰ به‌عنوان یکی از آثار ملی ایران به ثبت رسیده است.